# Urkan (Zeja, bal part)
Az Urkan (oroszul: Уркан) folyó Oroszország ázsiai részén, a Zeja felső szakaszának bal oldali mellékfolyója.
A Zejának két Urkan nevű mellékfolyója van (a másik a jobb oldali Urkan). Megkülönböztetésként ezt a mellékfolyót Felső- vagy Bal-Urkannak is nevezik (Верхний Уркан, Левый Уркан). 

## Földrajz
Hossza: 234 km, vízgyűjtő területe: 3740 km².
A Dzsagdi-hegység nyugati szélén ered és észak felé, majd északnyugat felé folyik, nagyrészt a Felső-Zeja-síkságon. Jellegzetes síkvidéki folyó. A Zejai-víztározó kialakításakor a folyó alsó szakasza a tározó hosszan elnyúló öblévé változott. Jelentősebb mellékfolyója, a Szirik (101 km) is ma már ebbe az öbölbe torkollik. Az öböl keleti partja mentén vezet a síkságot északnyugat-délkeleti irányba átszelő a Bajkál–Amur-vasútvonal.